# Hanna Schygulla
Hanna Schygulla (Königshütte, 25 december 1943) is een Duits actrice en chansonnière.

## Leven en werk

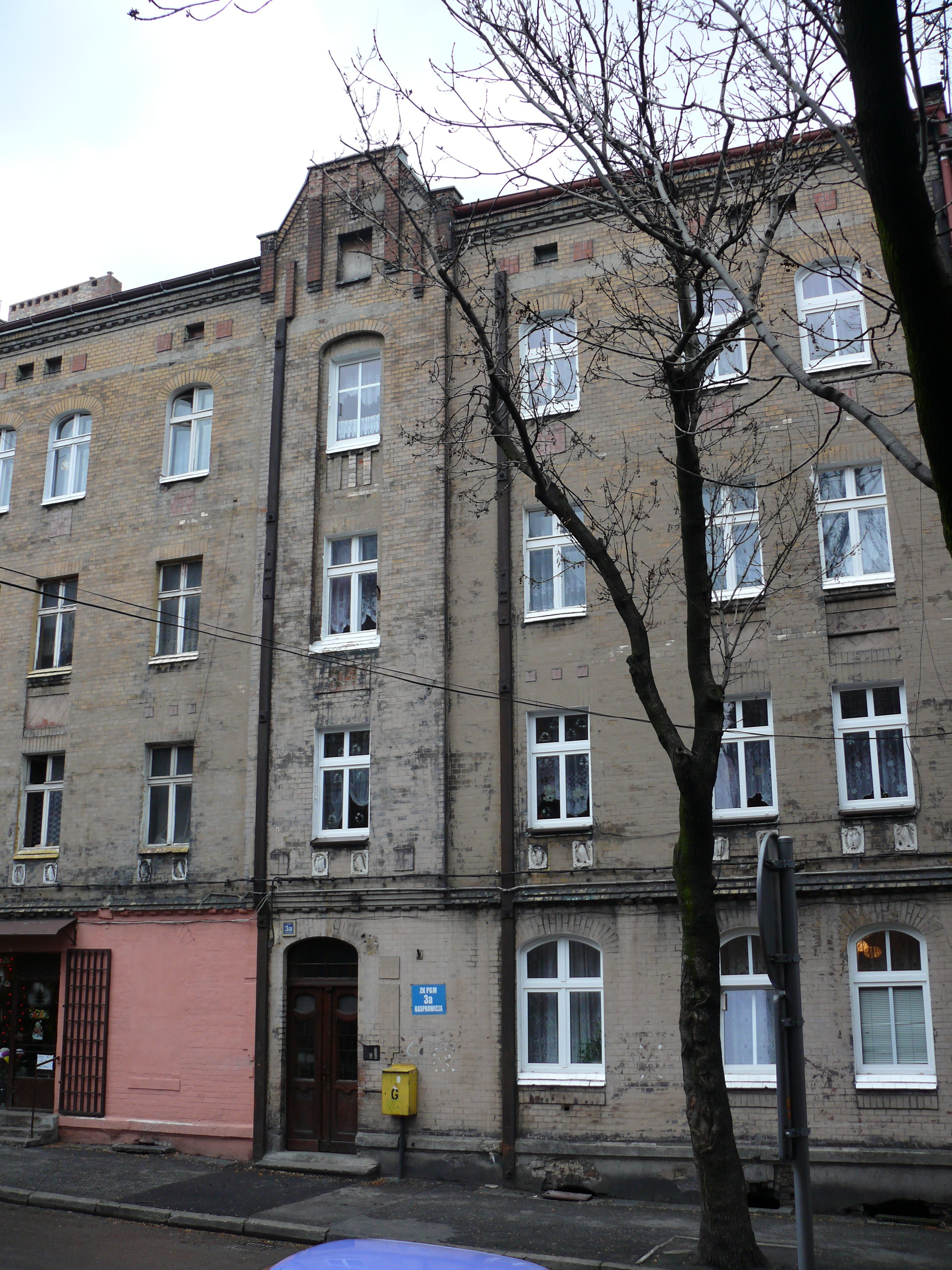
Woning in Chorzów, Opper-Silezië, waar Schygulla haar kindertijd doorbracht

Schygulla werd uit Duitse ouders geboren in Königshütte (tegenwoordig Chorzów) in Opper-Silezië. In 1945 vertrok zij met haar moeder naar München. Haar vader was een Duits militair bij de infanterie. Hij werd door de Amerikaanse troepen in Italië gevangengenomen en verbleef tot 1948 in krijgsgevangenschap. Schygulla studeerde in de jaren 60 Romaanse talen en volgde daarnaast toneellessen in München.
Zij raakte vooral bekend door haar acteerwerk voor Rainer Werner Fassbinder. Tijdens het draaien van Effi Briest (1974), naar de gelijknamige klassieke roman van Fontane, raakten Fassbinder en Schygulla in een ernstige discussie over een uiteenlopende interpretatie van het personage. Ook de te lage betaling was een probleem voor Schygulla en zij leidde hierover een actie tegen Fassbinder tijdens het draaien van Effi Briest. Nadien werkten zij verschillende jaren niet meer met elkaar, tot het draaien van Die Ehe der Maria Braun in 1978.
Schygulla speelde mee in Franse, Italiaanse, Amerikaanse en Hongaarse films. In de jaren '60 was zij ook bekend als chansonnière. In Juliane Lorenz' documentaire Life, Love and Celluloid (1998) over Fassbinder, zong Schygulla verschillende liederen. In 2002 deed zij mee aan VB51 van de kunstenares Vanessa Beecroft en in 2007 speelde zij mee in de film Auf der anderen Seite van Fatih Akın. Hanna Schygulla woont sinds 1981 in Parijs. Zij kreeg diverse onderscheidingen en prijzen, zoals de Zilveren Beer voor Beste Actrice op het Filmfestival van Berlijn in 1973 voor Die Ehe der Maria Braun en in 1983 de prijs van Beste Actrice op het Filmfestival van Cannes en de Premi David di Donatello voor Storia di Piera.

## Filmografie (ruime selectie)
- 1968: Der Bräutigam, die Komödiantin und der Zuhälter (Jean-Marie Straub)
- 1969: Jagdszenen aus Niederbayern (Peter Fleischmann)
- 1969: Das Kuckucksei im Gangsternest (Franz-Josef Spieker)
- 1969: Die Revolte (Reinhard Hauff)
- 1969: Katzelmacher (Rainer Werner Fassbinder)
- 1969: Liebe ist kälter als der Tod (Rainer Werner Fassbinder)
- 1970: Götter der Pest (Rainer Werner Fassbinder)
- 1970: Baal (Volker Schlöndorff)
- 1970: Warum läuft Herr R. Amok? (Rainer Werner Fassbinder)
- 1970: Die Niklashauser Fart (Rainer Werner Fassbinder)
- 1971: Mathias Kneißl (Reinhard Hauff)
- 1971: Warnung vor einer heiligen Nutte (Rainer Werner Fassbinder)
- 1971: Pioniere in Ingolstadt (Rainer Werner Fassbinder)
- 1971: Whity (Rainer Werner Fassbinder)
- 1971: Rio das Mortes (Rainer Werner Fassbinder)
- 1971: Jakob von Gunten (Peter Lilienthal)
- 1971: Händler der vier Jahreszeiten (Rainer Werner Fassbinder)
- 1972: Haus am Meer (Reinhard Hauff)
- 1972: Die bitteren Tränen der Petra von Kant (Rainer Werner Fassbinder)
- 1972: Acht Stunden sind kein Tag (Rainer Werner Fassbinder) (televisieserie)
- 1974: Fontane Effi Briest (Rainer Werner Fassbinder)
- 1975: Der Katzensteg (Peter Meincke)
- 1975: Falsche Bewegung (Wim Wenders)
- 1976: Ansichten eines Clowns (Vojtech Jasný)
- 1976: Der Stümme (Gaudenz Meili)
- 1977: Die Dämonen (miniserie, 4 afleveringen)
- 1979: Die Ehe der Maria Braun (Rainer Werner Fassbinder)
- 1979: Die dritte Generation (Rainer Werner Fassbinder)
- 1979: Die große Flatter (Marianne Lüdcke)
- 1980: Berlin Alexanderplatz (Rainer Werner Fassbinder) (miniserie, 12 afleveringen)
- 1981: Lili Marleen (Rainer Werner Fassbinder)
- 1981: Die Fälschung (Volker Schlöndorff)
- 1982: La Nuit de Varennes (Ettore Scola)
- 1982: Antonieta (Carlos Saura)
- 1982: Passion (Jean-Luc Godard)
- 1983: Storia di Piera (Marco Ferreri)
- 1983: Heller Wahn (Margarethe von Trotta)
- 1983: Eine Liebe in Deutschland (Andrzej Wajda)
- 1984: Il futuro è donna (Marco Ferreri)
- 1986: The Delta Force (Menahem Golan)
- 1986: Peter der Große (miniserie, 4 afleveringen)
- 1986: Barnum (Lee Philips)
- 1987: Miss Arizona (Pál Sándor)
- 1987: Forever, Lulu (Amos Kollek)
- 1987: Casanova (Simon Langton)
- 1988: Der Sommer mit Frau Forbes (Jaime Humberto Hermosillo)
- 1990: Abrahams Gold (Jörg Graser)
- 1990: Aventure de Catherine C. (Pierre Beuchot)
- 1991: Dead Again (Kenneth Branagh)
- 1992: Der Daunenträger (Janusz Kijowski)
- 1993: Madame Bäurin (Franz Xaver Bogner)
- 1993: Das blaue Exil (Erden Kiral)
- 1994: Aux petits bonheurs (Michel Deville)
- 1995: Les Cent et Une Nuits de Simon Cinéma (Agnès Varda)
- 1995: Pakten (Leidulv Risan)
- 1996: Lea (Ivan Fila)
- 1998: Black Out p.s. Red Out (Menelaos Karamaghiolis)
- 1998: La niña de tus ojos (Fernando Trueba)
- 2000: Werckmeister harmóniák (Béla Tarr)
- 2000: Für mich gab's nur noch Fassbinder (Rosa von Praunheim)
- 2001: Suche orientalischer Mann (Hiner Saleem)
- 2004: Gelobtes Land
- 2005: Die blaue Grenze (Till Franzen)
- 2005: Vendredi ou un autre jour (Yvan Le Moine)
- 2006: Das unreine Mal
- 2006: Winterreise (Hans Steinbichler)
- 2007: Auf der anderen Seite (Fatih Akin)
- 2008: Stolberg - Tod im Wald (televisieserie)
- 2008: Po-lin. Spuren der Erinnerung (spreekster) (Jolanta Dylewska)
- 2009: Heiligendamm (korte film, naar Thomas Manns verhaal Der Kleiderschrank)
- 2010: Fantasia Lusitana (Sprechrolle)
- 2011: Faust (Aleksandr Sokoerov)
- 2012: Lullaby to my Father
- 2013: The quiet roar
- 2013: Vijay und ich – Meine Frau geht fremd mit mir
- 2016: Tatort: Wofür es sich zu leben lohnt
- 2017: Fortunata
- 2018: La Prière (Cédric Kahn)
- 2018: Ad Vitam (serie)
- 2019: Le mystère Henri Pick
- 2021: Tout s'est bien passé
- 2022: Peter von Kant
- 2023: Poor Things (Giorgos Lanthimos)

## Hoorspelen
- 1970: Rainer Werner Fassbinder: Pre-Paradise Sorry Now (Myra) – Regie: Peer Raben/Rainer Werner Fassbinder (hoorspel – SDR)
- 1970: Rainer Werner Fassbinder: Ganz in Weiß (meisje) – Regie: Peer Raben/Rainer Werner Fassbinder (hoorspel – BR/HR/SDR)
- 1971: Rainer Werner Fassbinder naar Johann Wolfgang von Goethe: Iphigenie auf Tauris (Iphigenie) – Regie: Rainer Werner Fassbinder (hoorspel – WDR)
- 1972: Rainer Werner Fassbinder: Keiner ist böse keiner ist gut (Elvira) – Regie: Rainer Werner Fassbinder (hoorspel – BR)
- 2000: Kerstin Specht: Der Flieger – Regie: FM Einheit/Kerstin Specht (hoorspel – BR)

## Discografie
- Hanna Schygulla chante/singt. Hanna Schygulla met Orchester Peer Raben Lili Marleen/Peer Raben Thema Willie Part 1 7" Single, Philips 6005, 1981
- DVD-Set Rainer Werner Fassbinder Vol. 1 1969–1972 [9 dvd's]
- DVD-Set Rainer Werner Fassbinder Vol. 2: 1973–1982 (8 dvd's)

- Bibsys: 97011609
- Biblioteca Nacional de España: XX1471617
- Bibliothèque nationale de France: cb13899586x (data)
- Catàleg d'autoritats de noms i títols de Catalunya: 981058523595906706
- CiNii: DA13480510
- Gemeinsame Normdatei: 118612328
- International Standard Name Identifier: 0000 0001 1030 2780
- Library of Congress Control Number: n82042451
- Nationale Bibliotheek van Letland: 000245306
- MusicBrainz: d36f48d5-e2cc-41ca-aefd-802b48bf6df5
- Nationale Bibliotheek van Tsjechië: js20050912002
- Nationale bibliotheek van Australië: 36525701
- Nationale Bibliotheek van Israël: 987007575206405171
- Nationale Bibliotheek van Polen: a0000002981829
- Nationale en Universitaire bibliotheek Zagreb: 000325720
- Nederlandse Thesaurus van Auteursnamen: 071066403
- Istituto Centrale per il Catalogo Unico: RAVV089363
- SNAC: w6q55bdg
- Système universitaire de documentation: 055387195
- Trove: 1272838
- Union List of Artist Names: 500471319
- Virtual International Authority File: 84238559
- WorldCat: E39PBJhGW6PVkTTkfpFT8PvbVC